# Podalonia mahatma
Podalonia mahatma är en biart som först beskrevs av Rowland Edwards Turner 1918.
Podalonia mahatma ingår i släktet Podalonia och familjen grävsteklar. Inga underarter finns listade i Catalogue of Life.